# Calothamnus sanguineus
Calothamnus sanguineus és una espècie de planta de la família de les Mirtàcies, endèmica d'Austràlia. És un arbust que es troba sobre grava a afloraments de granit i roca, als vessants.el nom del gènere - Calothamnus - prové del grec "kalos" que significa bonica i de "thamnos" que significa arbust. El terme sanguineus prové del nom llatí sanguineus, que significa ensangonat, fent referència al color de les flors.
Calothamnus sanguineus és un arbust erecte d'uns dos metres. Tendeix a florir durant un llarg període durant molts mesos mostra les seves flors com una arpa de color vermell brillant. Les flors tenen quatre urpes, les dues del fons són més estretes i estan unides molt més avall que les dues superiors. Contenen nèctar i són atractius per les aus que s'alimenten de nèctar, com els colibrís i (Entomyzon cyanotis). La curvatura de la flor coincideix molt bé amb el bec de l'au fet que causa que el pol·len es dipositi al cap de les aus i així aquestes participen en la pol·linització de la planta. Les flors són seguides per grans fruits en forma de càpsules de llavors llenyoses que retenen la llavor durant molts anys. Un cop han crescut, aquestes plantes toleren amplis períodes de sequera.